# Clásica de Almería 1992
La Clásica de Almería 1992, settima edizione della corsa, si svolse l'8 marzo 1992 su un percorso di 192 km. Fu vinta dal danese Johnny Weltz, che terminò in 4h32'58".

## Ordine d'arrivo (Top 10)
| Pos. | Corridore              | Squadra        | Tempo    |
| ---- | ---------------------- | -------------- | -------- |
| 1    | Johnny Weltz           | ONCE           | 4h32'58" |
| 2    | Alfonso Gutierrez      | Artiach-Royal  | s.t.     |
| 3    | Abraham Olano          | Festina-Lotus  | s.t.     |
| 4    | Juan Tomás Martínez    | Kelme          | s.t.     |
| 5    | Casimiro Moreda        | Puertas Mavisa | s.t.     |
| 6    | Jon Unzaga             | Clas-Cajastur  | s.t.     |
| 7    | José Luis García       | Festina-Lotus  | s.t.     |
| 8    | Enrique Alonso         | Festina-Lotus  | s.t.     |
| 9    | José Luis De Santos    | Banesto        | s.t.     |
| 10   | Carlos Hernández Bailo | Festina-Lotus  | s.t.     |